# یاماموتو نو یوشیتسونا
یاماموتو نو یوشیتسونا ((به ژاپنی: 源 義綱 Minamoto no Yoshitsuna)، کامو جیرو; ۱ ژانویهٔ ۱۰۴۲ – ۱ ژانویهٔ ۱۱۳۴) سامورایی از خاندان سیوا گنجی و برادر میناموتو نو یوشی‌ایه اهل ژاپن بود.